# Grant Basile
Grant Basile (Pewaukee, 19 aprile 2000) è un cestista statunitense naturalizzato italiano.

## Biografia
È nato e cresciuto negli Stati Uniti, paese in cui il bisnonno Nicola, la bisnonna e il nonno Gianluca si trasferirono tempo addietro partendo dalla provincia di Palermo.

## Carriera

### Club
A livello liceale frequenta la Pewaukee High School, scuola con sede nella sua città natale, nel Wisconsin, allenato da suo padre Mike. Nel 2018 approda alla Wright State University, ma dopo tre partite si infortuna alla caviglia e decide quindi di ricorrere al cosiddetto medical redshirt, ovvero il fatto di saltare un anno di gioco per ottenere successivamente un anno aggiuntivo di idoneità NCAA. Durante l'annata 2021-2022 segna 18,4 punti e catturato 8,5 rimbalzi, numeri che aiutano l'ateneo a qualificarsi per la quarta volta nella storia al torneo NCAA dove poi per l'istituto arriva anche la prima vittoria di sempre nel torneo grazie al successo nel play-in, seguito da un'eliminazione al primo turno. Nel maggio 2022 cambia università e passa alla Virginia Polytechnic Institute and State University, dove è protagonista di una stagione 2022-2023 da 16,4 punti a partita (miglior marcatore stagionale di squadra e settimo dell'intera Atlantic Coast Conference) e 5,4 rimbalzi a partita, con il 52% al tiro dal campo e il 39% da tre punti.
Nell'aprile 2023 rinuncia ufficialmente al suo ultimo anno di idoneità collegiale a fronte del contratto firmato con il Derthona Basket, squadra di Tortona militante in Serie A. Nonostante fosse in possesso del passaporto italiano, tuttavia, Basile in quel momento poteva scendere in campo solamente con lo status di straniero, non essendo un atleta di formazione italiana secondo i canoni della FIP. Inizia la stagione 2023-2024 con il prestito mensile (valido fino al 31 ottobre) al Pistoia Basket, altra squadra della massima serie, che lo ingaggia a gettone visto l'infortunio di Jordon Varnado. Qui Basile cui gioca le sue prime due partite nel campionato italiano. Rientrato a Tortona, il 12 novembre fa la sua unica apparizione stagionale in campionato in bianconero giocando 4 minuti nella trasferta a Pesaro, a cui si aggiungono due presenze nella Basketball Champions League di quell'anno. Il 30 novembre seguente scende in Serie A2 fino alla fine della stagione con il prestito alla Pallacanestro Orzinuovi, dove è uno dei due giocatori stranieri schierati dai lombardi. I suoi 20,9 punti e 9,7 rimbalzi con in ventuno presenze tra regular season e fase a orologio non sono tuttavia sufficienti ad evitare l'ultimo posto nel girone rosso e la retrocessione diretta. A fine stagione, Tortona non ha potuto avvalersi della clausola di rinnovo automatico che sarebbe scattata a giugno 2024 qualora il giocatore avesse ottenuto lo status di italiano, condizione in quel momento mancante.
Dopo un'estate 2024 trascorsa nella lega estiva canadese CEBL con i Saskatchewan Rattlers, nella stagione 2024-2025 Basile disputa nuovamente il campionato di Serie A2 scegliendo di approdare alla Pallacanestro Cantù allenata da Nicola Brienza, già suo tecnico ai tempi del breve prestito pistoiese. Si impone come trascinatore e miglior realizzatore della squadra, chiudendo la regular season con 15,8 punti di media e le undici gare dei play-off con 18,1, venendo anche nominato MVP delle finali contro la Rimini che sanciscono la promozione dei brianzoli nella massima serie. Pochi giorni dopo, firma un rinnovo con Cantù fino al 2027 e ottiene, su propria richiesta, il via libera dalla società per disputare, a titolo temporaneo, i play-off del campionato portoricano con i Piratas de Quebradillas durante l'estate.

### Nazionale
Nell'estate 2023 viene convocato dal cosiddetto Green Team dell'Italia, una sorta di selezione sperimentale del vice CT  Edoardo Casalone con cui gioca due amichevoli in Spagna. Il 13 novembre 2024, mentre gioca in Serie A2 a Cantù, riceve la convocazione della nazionale maggiore del CT Gianmarco Pozzecco che gli permette di debuttare ufficialmente il successivo 22 novembre in occasione della trasferta in Islanda valida per le qualificazioni agli Europei 2025, match in cui proprio Basile è il miglior realizzatore con 19 punti.

## Statistiche

### Nazionale
| Cronologia completa delle presenze e dei punti in Nazionale - Italia | Cronologia completa delle presenze e dei punti in Nazionale - Italia | Cronologia completa delle presenze e dei punti in Nazionale - Italia | Cronologia completa delle presenze e dei punti in Nazionale - Italia | Cronologia completa delle presenze e dei punti in Nazionale - Italia | Cronologia completa delle presenze e dei punti in Nazionale - Italia | Cronologia completa delle presenze e dei punti in Nazionale - Italia | Cronologia completa delle presenze e dei punti in Nazionale - Italia |
| Data                                                                 | Città                                                                | In casa                                                              | Risultato                                                            | Ospiti                                                               | Competizione                                                         | Punti                                                                | Note                                                                 |
| -------------------------------------------------------------------- | -------------------------------------------------------------------- | -------------------------------------------------------------------- | -------------------------------------------------------------------- | -------------------------------------------------------------------- | -------------------------------------------------------------------- | -------------------------------------------------------------------- | -------------------------------------------------------------------- |
| 22/11/2024                                                           | Reykjavík                                                            | Islanda                                                              | 71 - 95                                                              | Italia                                                               | Qual. Euro 2025                                                      | 19                                                                   | [ 19 ]                                                               |
| 25/11/2024                                                           | Reggio Emilia                                                        | Italia                                                               | 74 - 81                                                              | Islanda                                                              | Qual. Euro 2025                                                      | 5                                                                    | [ 20 ]                                                               |
| 20/02/2025                                                           | Istanbul                                                             | Turchia                                                              | 67 - 80                                                              | Italia                                                               | Qual. Euro 2025                                                      | 0                                                                    | [ 21 ]                                                               |
| 23/02/2025                                                           | Reggio Calabria                                                      | Italia                                                               | 67 - 71                                                              | Ungheria                                                             | Qual. Euro 2025                                                      | 0                                                                    | [ 22 ]                                                               |
| Totale                                                               |                                                                      | Presenze                                                             | 4                                                                    |                                                                      | Punti                                                                | 24                                                                   |                                                                      |

## Palmares

### Club
- Coppa Italia LNP: 1

Pallacanestro Cantù: 2025

### Individuale
- MVP Finale playoff Serie A2: 1

Cantù 2024-25